# Società Polisportiva Ars et Labor 1921-1922
Questa pagina raccoglie le informazioni riguardanti la Società Polisportiva Ars et Labor nelle competizioni ufficiali della stagione 1921-1922.

## Stagione
La stagione 1921-1922 è quella dello scisma del calcio italiano, con le squadre più blasonate che decidono di creare un torneo a tre gironi sotto l'egida della Confederazione Calcistica Italiana. La SPAL rimane fedele alla Federazione Italiana Giuoco Calcio, la quale organizza un campionato di Prima Categoria a piccoli gironi su base regionale e con fase finale nazionale. 
La squadra di Carlo Marchiandi è inserita nel girone B, dove si classifica al secondo posto dopo due spareggi con il Carpi. I ferraresi raggiungono poi le semifinali interregionali con Sampierdarenese ed Esperia Como: la SPAL ed i liguri arrivano a disputare uno spareggio a Milano per la finale del titolo nazionale da giocare con i piemontesi della Novese. Lo vincono ai supplementari i liguri, che poi perderanno la finale contro la Novese.

## Rosa
| N. |                      | Ruolo | Calciatore          |
| -- | -------------------- | ----- | ------------------- |
|    | Italia (bandiera)    | P     | Oreste Canova       |
|    | Italia (bandiera)    | D     | Berra               |
|    | Italia (bandiera)    | D     | Chendi              |
|    | Italia (bandiera)    | D     | Felisi              |
|    | Italia (bandiera)    | D     | Ugo Fini            |
|    | Italia (bandiera)    | D     | Giuseppe Preti      |
|    | Italia (bandiera)    | D     | Giuseppe Ticozzelli |
|    | Argentina (bandiera) | C     | Emilio Badini       |

| N. |                   | Ruolo | Calciatore         |
| -- | ----------------- | ----- | ------------------ |
|    | Italia (bandiera) | C     | Antonio Manfredini |
|    | Italia (bandiera) | C     | Abdon Sgarbi       |
|    | Italia (bandiera) | C     | Vassarotti         |
|    | Italia (bandiera) | C     | Vanoli             |
|    | Italia (bandiera) | A     | Carlo Dabbene      |
|    | Italia (bandiera) | A     | Eugenio Negri      |
|    | Italia (bandiera) | A     | Giacomo Olivieri   |
|    | Italia (bandiera) | A     | Ilario Preti       |

## Risultati

### Prima Categoria Emilia (girone B)

#### Girone di andata
| Arbitro: | Bistoletti (Milano) |

|                                    |           |  |
| Badini II 68’, 70’, 80’ Vanoli 75’ | Marcatori |  |

| Carpi 9 ottobre 1921 2ª giornata | Carpi                 | 0 – 0 | SPAL | Campo di San Nicolò\| Arbitro: \| Pasquinelli (Bologna) \| |
| Arbitro:                         | Pasquinelli (Bologna) |       |      |                                                            |

| Bologna 16 ottobre 1921 3ª giornata | Virtus Bolognese | 0 – 0 | SPAL | Campo della Cesoia\| Arbitro: \| Katz (Parma) \| |
| Arbitro:                            | Katz (Parma)     |       |      |                                                  |

#### Girone di ritorno
| Arbitro: | Ferrari (Carpi) |

|              |           |  |
| Guidetti 30’ | Marcatori |  |

| Ferrara 23 ottobre 1921 5ª giornata | SPAL         | 0 – 0 | Carpi | Campo di Piazza d'Armi\| Arbitro: \| Katz (Parma) \| |
| Arbitro:                            | Katz (Parma) |       |       |                                                      |

| Piacenza 20 novembre 1921 6ª giornata | SPAL             | 0 – 0 | Virtus Bolognese | Barriera Genova\| Arbitro: \| Bellini (Padova) \| |
| Arbitro:                              | Bellini (Padova) |       |                  |                                                   |

##### Spareggi per secondo posto
| Arbitro: | Tradico (Milano) |

|            |           |                |
| Vanoli 64’ | Marcatori | 61’ Benassi II |

| Arbitro: | Pinasco (Sestri Ponente) |

|                                           |           |          |
| Ticozzelli 9’ Vassarotti 39’ Preti II 76’ | Marcatori | 70’ Orth |

##### Girone finale
| Arbitro: | Massari (Modena) |

|                                           |           |  |
| Preti II 20’, 53’ Vanoli 23’ Olivieri 42’ | Marcatori |  |

| Arbitro: | Livraghi (Milano) |

|              |           |  |
| Preti II 10’ | Marcatori |  |

| Arbitro: | Sani (Ferrara) |

|                              |           |                             |
| Rossini III 70’ Mistrali 84’ | Marcatori | 35’ Vassarotti 87’ Olivieri |

| Arbitro: | Pinasco (Sestri Ponente) |

|                                |           |                  |
| Montanari II 21’ Cavallini 50’ | Marcatori | 3’, 86’ Olivieri |

| Arbitro: | Vota (Torino) |

|               |           |             |
| Bezzecchi 10’ | Marcatori | 1’ Preti II |

| 26 febbraio 1922 6ª giornata | SPAL | 2 – 0 | Parma |  |

##### Semifinali interregionali girone B
Note:
| Arbitro: | Livraghi (Milano) |

|                     |           |  |
| Mura 19’ Melani 25’ | Marcatori |  |

| Arbitro: | Galletti (Genova) |

|                                             |           |                                 |
| Preti II 15’, 70’ Ticozzelli 60’ Vanoli 72’ | Marcatori | 16’, 25’ Castelli 86’ Gilardoni |

| Arbitro: | Trezzi (Milano) |

|                          |           |  |
| Negri 65’ Vassarotti 70’ | Marcatori |  |

| Arbitro: | Barbon (Venezia) |

|                               |           |                          |
| Castelli 10’ Ronchetti II 47’ | Marcatori | 22’ Preti II 33’ Dabbene |

| Arbitro: | Sessa (Milano) |

|            |           |                      |
| Vanoli 14’ | Marcatori | 72’ Sedino 100’ Mura |